# 巡査の居る風景
『巡査の居る風景』（じゅんさのいるふうけい）は、中島敦の短編小説。中島が第一高等学校在学中の20歳の時に発表した習作で、当時日本の植民地であった朝鮮を舞台にした一篇である。副題は「1923年の一つのスケッチ」であるが、省略して表記されることが多い。
シネマ手法に似た多面的なモンタージュ風の場面の積み重ねによる新感覚派的描写で、朝鮮人の差別の悲哀や民族の嘆きを表現しているこの作品は、当時隆盛だったプロレタリア文学的な要素を持ちつつ、それと同時に、のちの代表作『李陵』などに顕著な「人間の生のありよう」「人間と運命の葛藤相剋」といった中島の中核的な想念（人間認識）の萌芽がみられ、異文化・異質な人間（他者）との出会いや関係性に着目する中島の視座の前駆も垣間見られる作品となっている。そうした俯瞰的・客観的な洞察の認識の中には、同時代の政治告発系文学にはない、自己追求や存在の不条理性を見つめる中島独特の意識や原質が内包され、その視座を育てた中島の植民地体験を見る上で注目される作品の一つとなっている。

## 発表経過
『巡査の居る風景』の初出は、同時期に書かれた習作『蕨・竹・老人』と共に「短篇二つ」という総題を付し、1929年（昭和4年）6月に第一高等学校の校内誌『校友会雑誌』第322号に掲載された。掲載する際に『巡査の居る風景』だけだと「左翼のように思われる」という懸念から、「毒消し」の意味で「牧歌的な伊豆の話」の『蕨・竹・老人』と併せて中島は投稿した。
書籍収録は、中島没後の1949年（昭和24年）6月10日に筑摩書房から出版された第一次『中島敦全集 第3巻』が初収録となっている。

## あらすじ
主要人物は、被植民地人でありながら日本政府（朝鮮総督府）の末端で治安維持活動に従事している朝鮮人巡査という両面的な存在で、おもに彼の冷静な目を通して眺めた1923年（大正12年）冬の貧しく荒んだ下層朝鮮人街の悲惨な実情と、宗主国者（日本人）と被植民者（朝鮮人）との間に横たわる微妙な心理的位置関係が描き出されている。
1923年の冬の朝鮮京城。猫の死骸が敷石に牡蠣のように凍りついている荒んだ町角の寒い夕暮れ時、朝鮮人巡査の趙教英は署からの帰りの電車を待っている。彼の視線の先の屋台では、汚れたツルマキから赤黒い乳房をはみ出した女が真赤に唐辛子をかけたうどんをすすり、それを眺める彼の目前を、天秤棒を肩に担いだ2人の支那人が通り過ぎて、籠の中の売れ残りの大根が白く光った。
電車に乗り込み運転手台の位置に立った趙教英は、ある夏の朝を思い出す。職業上無料で乗車できる彼はいつも運転手台にいたが、その日は、日本人中学生が乗り込み、中の方に入らず涼しい風がくる運転手台に立ったままだった。朝鮮人運転手が注意するが、その中学生は趙教英を指さし「その人を中に入れないんなら、俺もいやだよ」と傲然と食ってかかり、当惑する2人の朝鮮人を面白そうに見比べて居座った。趙教英は今でもその不愉快な中学生の目付きを思い出す。
そんなことを思い出していると、混んでいる電車の中の方から何か言い争う声が聞こえた。白い朝鮮服を着た青年が、「何だヨボとは」と憤慨しながら、前に腰かけている粗末な身なりの日本人女に抗議していた。女の方は「だから、ヨボさんいうてるやないか」「ヨボさん、席があいてるから、かけなさいて、親切にいうてやったのに何をおこってんのや」と怪訝そうにし、周囲の乗客から失笑がもれた。
青年は諦めた様子で黙って女を睨みつけていた。それを見た趙教英は憂鬱になり、「何故この青年はあんな争論をするのだ。この穏健な抗議者は何故自分が他人であることをそんなに光栄に思うのだ。何故自分が自分であることを恥じねばならないのだ」と考える。
そして趙教英は、その日の午後の監視任務であった府会議員の選挙演説での一件を思い出す。何人かの内地人（日本人）候補者の演説の後、1人の朝鮮人候補者の演説が始まった。その朝鮮人は内地人にも人望のある人物だったが、彼の演説中、一番前にいた聴衆の汚い身なりの小僧が「黙れ、ヨボのくせに」と怒鳴ったのだ。
趙教英の同僚の日本人巡査がすぐさま小僧を会場から引きずり出すと、朝鮮人候補者は「私は今、すこぶる遺憾な言葉を聞きました。しかしながら私は私達もまた光栄ある日本人であることをあくまで信じている者であります」と高らかに叫び、会場から盛んな拍手が起った。趙教英はその昼の朝鮮人候補者と、今の電車の朝鮮人青年を比べ、日本という国や、朝鮮という民族、自分という存在を考え、さらには自分の職業や妻子のことを思い浮かべた。
昌慶苑前で電車を降りた趙教英は、道すがら猟虎の襟の外套を着た立派な紳士から非常に丁寧にお辞儀をされて、総督府高官の家の住所を聞かれた。そんなふうに日本人紳士から丁寧な言葉をかけられたことのなかった趙教英は少しまごつきながら住所を教え、紳士から再度丁寧に頭を下げられた。紳士が去った後、趙教英は日本人紳士に丁重に扱われたことを無意識に喜んでいる自分を発見し、昼に見た候補者も電車内の青年のことも、もはや他人事にようにいえない自身に気づく。
凍った12月の銅色の太陽は、震えながら赤く禿げた山々に落ちていく。毎朝、南大門には数人の行き倒れが見出された。街には様々な身分の日本人、朝鮮人、支那人、元山から逃げてきたロシア人、乞食が往来している。街のすべてが汚く、ことにS門外の横町はそれが甚だしかった。支那人のアヘンとにんにくの匂い、朝鮮人の安煙草と唐辛子の混じった匂い、南京虫やしらみ、街上に捨てられた豚の臓腑と猫の生皮の臭気がそのままそのあたりに凍りついているようだった。この横町には売春婦たちが集まり、金東蓮もそのうちの1人だった。
ある日の午後、南大門駅前では総督を出迎える車や高官達が集まり、趙教英も群衆の背後から警備にあたっていた。この総督は軍人出身であったが今までの誰よりも評判がよく、朝鮮人の中にも心服者が多かった。だが総督が現われると、白衣にハンティング帽の1人の痩せた朝鮮人青年が総督らの乗った車をめがけてピストルを発砲した。趙教英ら警官にとり囲まれた青年は、乾いた笑いとともに武器を放り投げた。青年は取り押さえられても抵抗せず、絶望した落つきで目には憐憫の嘲笑を浮べていた。趙教英はその視線に堪えられなかった。
毛皮を売りに東京に行った亭主を関東大震災で亡くしてから、S門外の横町で娼婦をしていた金東蓮はある夜、職人風の客にそんな自分の境遇を話した。男はしばらくの沈黙の後、関東大震災時に朝鮮人らが虐殺された事件があったことを教え、去り際に「あんまりしゃべっちゃいけないぜ、こわいんだよ」と言った。亭主が大地震の罹災で死んだと思っていた金東蓮はショックのあまり、翌朝寝衣のまま錯乱しながら、通りすがりの人々に、「地震の時のこと」を大声でわめいていた。同じ朝鮮人の巡査に取り押さえられた金東蓮は、「何だ、お前だって同じ朝鮮人のくせに、お前だって」と泣いた。
趙教英は、数日前に起った徽文高等普通学校（朝鮮人生徒）とK中学の生徒（日本人生徒）らの間の大喧嘩に対する処分を巡って課長と少し言い争ったため、署から解雇通知を渡された。その日、趙教英は家には帰らず、日割りの給料を持ったまま街をさまよった。S門外の横町の淫売屋に行った後、趙教英は彼の知っているとある裏通りの二階の一室のことを思い浮かべる。そこには、密かに「京城――上海――東京」などと鉛筆を走らせ革命を目指している数名が集まるアジトがある。趙教英は今の自分の惨めさと比べて、そのことを考えながら、「どうにかしなくてはいけないのだ」と考える。
殖産銀行の前に来た趙教英は、その柱のかげにチゲの群が、担架を横に置いたまま石ころのようにぐっすり眠っている有様を見る。趙教英は「オイ、オイ」と彼らを起そうとするが、白い田虫（白癬）の顔の男は眠そうに彼の手を払いのけ、寝返りをうつと口から長い煙管をコトンと落とした。趙教英は突然いいしれぬ感情に襲われ、「お前たちは、お前たちは、この半島は……この民族は……」と、チゲたちのボロの間に首をつっこみ泣き始めた。

## 執筆背景

### 朝鮮で暮らした中島の少年時代
両親の離婚など複雑な家庭環境の中、中島敦は教師の父の転勤で奈良県から静岡県へと小学校の転校を重ね、11歳の1920年（大正9年）には、当時日本の植民地であった朝鮮半島の京城府龍山公立尋常小学校に転校した。小学校卒業後は公立京城中学校に進み、4年で卒業する1926年（大正15年）3月までの約5年半を朝鮮半島で暮らした。
こうした多感な少年期における相次ぐ転校や「外地」朝鮮での生活体験が、日本や自分を外側から眺めるという中島の客観的視点を育んだ要因の一つだといわれる。中島自身も、一般の人々が口にする「故郷」という懐かしみの感覚（愛郷心）が分からなかったと述べている。
中島親子が朝鮮に渡った時の最初の住まいは、京城府漢江通り6番地の龍山地区にあった。龍山地区は、日本が1904年（明治37年）に建設した軍用鉄道の京義線の始発地で、朝鮮司令部があった場所だった。一家が住んでいた地域は「南村」と呼ばれる日本人居住地域であったため、朝鮮とはいえ日本式の地域空間であった。また、「キチベエ」「カンナニ」という朝鮮人少女を家政婦として雇っている家が多かった。
小学校を卒業し京城中学校に入学すると、西大門駅北側の慶煕宮の敷地に位置する中学校に行くために電車（市電）通学となった。当時の京城中学校には、門衛がいつも2、3人立っている西洋式の鉄門や、守衛の溜りになっている大きな交番のようなものがあり、門衛や守衛は朝鮮人が務めていた。
中学時代の思春期の回想を綴った中島の習作『プウルの傍で』（1932年8月頃執筆）では、主人公の三造（中島自身の投影）が京城の色街に行き、朝鮮人の娼婦を買うエピソード（性交渉はない）などが描かれている。そうした青春時代の朝鮮散策から、中島は学校周辺の北村の朝鮮人街にも足を踏み入れていたものとみられている。
同校には朝鮮人同級生もおり、『虎狩』（1934年）の同級生で朝鮮貴族の子息・趙大煥のモデルと推察される柔道部の「趙」という大柄の生徒や、「金大換」という生徒、あるいは「趙」という背の高いハンサムで大人しい生徒（母親は日本人）がいたとされる。日本人の同級生には湯浅克衛、小山政憲がいた。
湯浅は当時水原に住んでいたため、同級生から「水原豚」（スイゲン・ピッグ）という渾名で呼ばれていた。湯浅の父親・湯浅伊平は、元々は朝鮮の守備であったが、その後1916年（大正5年）に守備隊をやめた後、朝鮮での巡査試験に合格し警察署に勤務していた。この湯浅の父親の職業が中島の『巡査の居る風景』のヒントになった可能性も推察されている。
なお、湯浅が書いた植民地小説『カンナニ』が1935年（昭和10年）に活字として『文学評論』に発表されるが、この作品は、朝鮮貴族邸の請願巡査の息子・龍二（12歳の日本人少年）と、その邸の門番の娘・カンナニ（14歳の朝鮮人少女）の純愛を、「三・一運動（万歳事件）」を背景に描いた悲劇的な物語である。

### 当時の日本人の朝鮮像や出来事
明治以後の日本の近代化は、西洋化・欧米化へと進んでいった過程でもあり、その社会的背景から、当時の文学者を含めた知識人のほとんどが、「後進国」のアジア諸国は未開であり模範にはなりえないと見なす風潮があった。また、明治初期には、朝鮮人に対して「無礼」「生意気」「頑固」「兇暴」といった否定的イメージの「朝鮮人悪徳論」があった。
1894年（明治27年）から始まった日清戦争を戦った日本では、清国や朝鮮に対して良いイメージはなく、日本兵だけでなくメデイア、従軍記者など皆が、清国・朝鮮の住居の不潔さや異臭への嫌悪を表明し、その地の人々に対する蔑視や偏見が強かった。
そうした認識は1905年（明治38年）に日露戦争に辛勝した後も続き、日韓併合（1910年）や満州（現・中国東北部）統治（満州国建国）を経て朝鮮の開発事業・朝鮮観光業が発展するにつれ、日本人の一般社会全体にも広まり、新たな要素が加わり多少変化しながらも朝鮮人に対する蔑視イメージ自体は変らなかった。
例えば、与謝野鉄幹が書いた渡韓見聞録『観戦詩人』（1904年）では、朝鮮人を「今の世紀の人種とも覚えざり」、「賤しき者ども」などと形容された。2度朝鮮に渡った高浜虚子の長編小説『朝鮮』（1911年）では、冒頭部で白衣の朝鮮人たちのみすぼらしさに驚く導入の仕方で、その衰亡の国に憐れみを感じると同時に日本の統治によって発展していく朝鮮人を嘆美しつつ日本人としての誇りを初めて感じたことが描かれた。
平壌を訪れた徳富蘆花も『死の蔭に』（1917年）の中で、痩せた田にいる農夫らが寒い冬も同じ白衣でいる姿を「見た眼寒く、昼見ても亡国の亡霊、葬にいる民を象徴したよう」と形容した。木下杢太郎の『朝鮮風物記』（1920年）では、朝鮮人民が芸術文化面（詩文の才能や創造力）において古昔も支那人に匹敵するものではなかっただろうと記され、田山花袋の『満鮮の行楽』（1924年）も、京城への失望感を漏らした。
これら文士を含む日本人の朝鮮紀行文には、「禿山の国」「赭土の国」といった文言が多く散見され、総じて「長煙管」「白衣姿」「怠惰」「貧乏」「廃頽」「文弱」「無気力」という朝鮮人に対する負のイメージが一般的に定着していた。その劣等的朝鮮イメージは、優れた帝国日本による貧弱な朝鮮の保護統治という政治的正当性の認識にも繋がっていた。そして一般の日本人が、開発された朝鮮に居住するにつれて、二者間で起こる民族的な亀裂が深刻化し、「三・一運動」（1919年）や「間島事件」（1920年）などの抗日闘争も発生した。
その頃の植民地政策は「武断政治」から「文化政治」に移り変り、「一視同仁」という「同化政策」（朝鮮人を日本人と同化させる政策）がなされ、1919年（大正8年）の総督府官制の改革の際、警察局の中に警部補を設けて朝鮮人も巡査補ではなく「巡査」として扱われるようになった。しかし実際には朝鮮人巡査の給料は日本人巡査の半分程度で、署長の任免権により職の保障が不安定であったが、日本の支配機構の側にいた朝鮮人巡査は、朝鮮人民衆からは蔑視対象で嫌われていたという。
また日本人と同じ学校教育が推奨され、中等・高等・大学では、日本語が堪能で優秀な朝鮮人学生の入学が許可されるようになり、「内鮮一体」として内地人（日本人）と朝鮮人との婚姻を奨励する政策や、皇民化も行われていた。しかしながら、一般の民衆レベルでは日本人と朝鮮人との民族間ギャップは埋まらず、「斎藤実朝鮮総督暗殺未遂事件」（姜宇奎による南大門駅前広場爆破事件）などもあった。
そうした抗日闘争から、朝鮮人を弁護する柳宗悦の『朝鮮人を想ふ』（1919年）や、当時日本で隆盛となりつつあったプロレタリア文学系の中西伊之助による、社会主義者の日本人主人公が日本の植民地政策を疑問視する内容の作品『不逞鮮人』（1922年）なども書かれた。
抗日闘争に関わった多くの朝鮮人民族運動家は、その後中国の上海に集結し、大韓民国臨時政府の樹立を宣言した。しかし運動方針をめぐって李承晩、安昌浩、李東輝ら指導的活動家の内部抗争が絶えず、その後に弱体化していった。
1923年（大正12年）9月に、内地（日本）で起こった関東大震災の混乱の際には、被災地で朝鮮人暴動の噂が流れ、それに対処しようと自警団「東台倶楽部」が組織された。この時に自警団に参加していた芥川龍之介の発案で、丸太にハシゴを固定させて道路に置いたというエピソードもあった。そうした疑心暗鬼の混乱の中、朝鮮人、社会主義者、無政府主義者たちが、警察官や自警団によって殺害される「関東大震災朝鮮人虐殺事件」なども起こった。
それら事件のうち、「斎藤実朝鮮総督暗殺未遂事件」、「関東大震災朝鮮人虐殺事件」などが『巡査の居る風景』の題材として取り入れられている。当時京城中学2年だった中島敦が、関東大震災時の朝鮮人虐殺事件の報を京城の地で耳にしたのか、あるいは内地（東京）帰国後に知ったのか具体的には定かではないが、状況的にみて帰国後、第一高等学校に入学してから知ったのではないかと推察されている。
1926年（大正15年）に京城中学校を修了した中島が日本に帰国した2年後の1928年（昭和3年）には、治安維持法により日本共産党などのコミンテルンの活動員を多数検束・検挙する「三・一五事件」が起きた。そうした事件に関連する「張作霖爆殺事件」など、当時の中国の社会的状況を取り入れた未完小説『北方行』（1933年頃-1937年執筆）も中島は書いている。
中島は帰国後に得たアジアに関する様々な知識に照らしながら、中学時代の朝鮮見聞を反芻し、『巡査の居る風景』や『虎狩』など朝鮮を舞台にした作品を形成したものと推察されている。

## 作品研究・評価
『巡査の居る風景』は、中島がまだ無名であった一高時代に校内誌に発表した習作のため注目されていなかったが、中島没後から20年以上経過した後の、濱川勝彦の作品研究（1976年）、川村湊の論考（1988年）、鷺只雄の初期作品論（1989年）などで本格的に取り上げられるようになった傾向が研究論史的にみられる。
中島には左翼的志向は見出せず、その生涯において現実的な政治活動や社会批評に持続的関心を抱いていた様子や、イデオロギー的なものを作品化する気持も持ち合わせていなかった作家とみられているが、初期のこの習作『巡査の居る風景』や『プウルの傍で』（1932年）、『虎狩』（1934年）には、植民地の朝鮮人差別の実相や民族的アイデンティティーに関心が注がれているのが看取されるため、そうした点から中島文学の初期作品の意味付けや後発作品への影響などの論究がなされている。
中島が『巡査の居る風景』を執筆した昭和初期はプロレタリア文学が流行っていたが、被支配者側の朝鮮人を主人公にしたものはほとんどなく、中西伊之助の『不逞鮮人』（1922年）など、植民地朝鮮に同情する社会主義的な作品であっても、旅行者である日本人視点のものとなっている。よって、中島のように、実際にそこに長く暮らしていなければ描けない、他者の視点に入り込んだ作品は貴重なものとして論究されている傾向がみられ、悲惨な朝鮮の現実に焦点を当てているのと同時に、それが朝鮮人の視点に立ってリアルに描かれているという点も、この作品の総じて高い評価の軸となっている。
渡邊一民は、『巡査の居る風景』には中西伊之助を除くプロレタリア文学者の作品にも見られないような、「朝鮮人の運命を生身で感じたものだけが表現しうる何かが脈打っている」と高評価し、19歳という若さですでに鋭い問題意識を持っていた中島が、その問題意識を未完の長編『北方行』（1933年頃-1937年執筆）にも生かそうとしていたと考察している。
川村湊は、アジア（特に中国や朝鮮）と日本との関係に関し戦前からの文学作品を対象に実態解明を試みる論の中で、この中島の『巡査の居る風景』や『虎狩』、満州の大連を舞台にした『Ｄ市七月叙景（一）』（1930年）の3作品に言及した上で、「『昭和』の戦争と、その小説創作の時期とを、ほぼ重ね合わせられる小説家・中島敦は、こうした“植民地アジア”の心象風景を書くことを、文学者としての出発点としたのである」と定義づけている。そして、日本人による蔑視に対応する朝鮮人の無気力さが点描されている『巡査の居る風景』を、「『植民地朝鮮』の実像に迫ろうという野心的な試み」と高評価している。
鷺只雄は、『巡査の居る風景』が各場面を積み重ねることによって、単なるスケッチではなく1923年における朝鮮の冬の「屈辱・絶望」の状況を多面的にリアルに描き出しているとし、それ以上に意義のある点を、この作品が「被支配者」の朝鮮人の側から描き出され、「支配され、抑圧されている朝鮮人民衆の目と心を通して、悲惨な実情を描いている」ことだと強調しながら、川村湊と同様の高い評価をしている。
しかし鷺只雄と川村湊の見解に相違が見られる部分は、鷺が、川村の総論としての方向には賛同しながらも、川村の主張する「中島敦は、“植民地アジア”の心象風景を書くことを、文学者としての出発点とした」という規定に関しては「性急な限定」だと否定し、川村の見解の中の定義づけを「贔屓の引き倒し」、「一斑を見て全豹を卜とする類の断定」だと異を唱えている点である。
詳細にいうと、鷺は中島の習作が内包している他の多彩な要素（新感覚派的なモダニズム、自然主義的なリアリズムなど）を総括的に見た上で、川村の定義と類似する濱川勝彦の論（中島がのちに自己への回帰に「転向」したという見解）も否定し、『巡査の居る風景』を含めた初期作品に内包されている「可能性の束としてのブリリアントな才華の片鱗」を見るのが適切であるとしつつ、人間と世界に対するその中島の認識が深化したことで、時間と空間を超越した多種多様な人間の生を問う文学世界がのちに開けていったのだと反論している。
鷺は、中島が「被支配者」の朝鮮人の視点を持つことができた理由や影響力については、少年期の「感受性の形成期」を朝鮮で過ごし感得したと思われる「植民者と被植民者の間の不合理」を挙げ、そこから「不条理な人間関係」や「不条理な人間存在」に中島がめざめたとしている。また、その中島文学の中核的な想念の一つである「存在への疑惑」が、中島の思弁的・観念的な追求の結果だと理解されるより、実母との生別や継母たちとの確執などの実体験刺激と同様に、植民地体験という「日常的現実契機」が「存在の不条理性」への誘因として重視すべき点だとしている。その点で鷺は、幼少時における植民地体験の日常的な契機を持ち、不条理性を文学テーマにした安部公房や埴谷雄高と通底する部分を中島が持っているとしている。
そして、そうした生い立ちや植民地体験を持つ中島にとり、プロレタリア文学全盛当時に被植民者の視点でその実態を描くことは比較的容易ではあったものの、中島独自の視点と立場は「人間認識の根源に位置するもの」であるために、この『巡査の居る風景』はプロレタリア文学の一過性的な流行に追随するような軽薄さとは無縁であると鷺は述べて、以下のように考察している。
田中益三も、中島が多感な時期に植民地の風景の中で育った意味は大きいとし、少年中島の中には中野重治のようなプロレタリア革命に対する賞賛の高ぶりはないものの、『巡査の居る風景』や、同じく朝鮮植民地を舞台にした短編『虎狩』で、それぞれの朝鮮人巡査・趙教英、同級生・趙大煥という2人の「趙」を描いた点に、「屈辱を負った他民族を見ようとする視点」が透徹し、この名前の同一は便宜的一致ばかりでなく、「民族の煩悶を子供・大人の両局面によって表わす希求が自然に生じている」と考察している。
田中はまた、その後に朝鮮主題の作品が途絶えたのは、中島が自身の周辺体験的作品にとどまってしまう「私小説性」を拒絶したこと以上に、被植民者と自己との関係性や、彼らの個性の人物造型に発展性を付与することに難しさを感じたからではないかとしている。そして、『かめれおん日記』の主題にみられる「自苦の精神」の在り方を追求することに作品の主眼を定めていった中島だったが、「（中島の）植民地とは何か、という“質問の悪魔”」は、朝鮮より北方の別のコース（満州・中国を舞台とした『Ｄ市七月叙景（一）』や『北方行』）にも散見されるとし、プロレタリア文学と対比される中島作品の語りの特徴については、「他」（社会など）を責めずに「『自苦』に向けて発動された」ものと解説している。
木村一信は、中島の同級生だった湯浅克衛の『カンナニ』同様、少年期を外地（朝鮮）で過ごした中島の作品にも、現地の人々を優越的に見下すのではなく、朝鮮の風土や、そこで暮らす人々の視点に寄り添った「同化」に近い心情がみられるとし、川村湊が述べた「朝鮮半島の側からの視点」の作品であることに同意しながらも、植民地朝鮮の中では中島も湯浅も支配者側の人間の子息であったという「屈折をはらんだ境遇」も見逃してはならない点であるとして、中島の中での自我追求の占める大きさについて考察している。
鄭舜瓏は、作中で描き出されている下層朝鮮人街の悪臭や、乞食や淫売婦の荒んだ様子を、中島が客観的に淡々と風景や物を見るかのように、冷酷とも思えるタッチでひたすら描いている点に触れ、中島のスケッチ的な描写には、例えば葉山嘉樹の『淫売婦』のようなプロレタリア文学の悲惨な場面描写に見られる作者の同情的な感情の高まりはなく社会批判意識は薄いとし、のちの三造を主人公とする『かめれおん日記』や『狼疾記』、『北方行』といった中島作品に共通する「自己を求める疎外者」という人物造型が朝鮮人巡査にも見られることからも、中島にとっては社会的な問題よりも「自己」の問題の方に重きがあったと考察している。
一方、陳佳敏は、こうした克明でリアルな、生きる屍のような乞食や貧民の荒んだ描写については、中島のヒューマニズム的な性格から、暗くて惨めな朝鮮の地で苦しく生きる朝鮮人の姿を、あえて生々しく描いたのではないかと考察している。また陳佳敏は、朝鮮人の内部にある様々な屈折し矛盾する感情や、それが分からない日本人と朝鮮人との間の和解し得ない民族的な矛盾など、植民地での両者の間の様々な関係性を感得した中島が、植民地社会にいる人間たちの内面が「支配と被支配」や「強と弱」的な単純な二項対立の構図を超えた「遥かに複雑なものであること」を発見・認識したとし、どちらの民族であれ、植民地社会に生きる人々には「強い民族的な矛盾を内在化し、精神的において屈折していること」を中島がこの作品で表現し、「人間への興味」を深めていったと論じている。
陸嬋は、主人公の趙教英が被統治者側の朝鮮人であるのと同時に、巡査という統治・管理する側の立場でもあるという「異なるアイデンティティー」を有していることに着目し、そうした「異なるアイデンティティーの混在によってもたらされた自我認識の亀裂」こそが、中島が「『巡査の居る風景』という作品を通して問いかけている主題」だと推察している。そして、同じ朝鮮物の『虎狩』に登場する朝鮮貴族の子弟・趙大煥が、被統治下の状況下で支配者的な存在でもあるという二面的アイデンティティーを有している点にも触れながら、この2作の主要人物に共通してみられる「類似したアイデンティティーの問題を抱えていること」の分析は、「中島敦における朝鮮表象の問題に辿り着くために重要」だと論じている。
池澤夏樹は、戦後の日本人が欧米諸国の植民地支配の歴史を批判することはあっても、日本自体も植民地を持っていたことを忘れている一面があり、文学作品の中にも植民地という「おもしろいテーマ」がほとんどない点に触れつつ、そんな中で中島が「植民地という支配構造が生み出す人の精神の微妙なゆがみを実に正確に書いている」ことを高評価している。そして池澤は、大正時代のある時期から作家が知識人でなくなってきたという見解の上で、中島の『巡査の居る風景』や、パラオ南洋庁赴任時のミクロネシアを舞台にした『マリアン』でみられるマリアンの心理描写は、「日本人と他者の関係を客観的に見る視点を獲得した者」（＝知識人）でなければ描けない文章だと解説している。

## おもな収録書籍
- 第一次『中島敦全集 第3巻』（筑摩書房、1949年6月）
  - 編集委員：釘本久春、中島たか（中島敦の妻）、中村光夫、氷上英廣
  - 装幀：土方久功
- 第二次『中島敦全集 第2巻』（文治堂書店、1960年）
  - 編集委員：釘本久春、氷上英廣、中村光夫、中島桓（中島敦の長男）
  - 装幀：土方久功
- 第三次『中島敦全集 第2巻』（筑摩書房、1976年5月）
  - 編集委員：中村光夫、氷上英廣
- 『ちくま日本文学全集 36 中島敦―1909-1942―』（ちくま文庫、1992年7月）
  - 解説：池澤夏樹「知性と南風」
  - 収録作品：「名人伝」「山月記」「弟子」「李陵」「狐憑」「木乃伊」「文字禍」「幸福」「夫婦」「鶏」「マリヤン」「盈虚」「牛人」「巡査の居る風景」「かめれおん日記」「悟浄出世」「悟浄歎異」「和歌でない歌」「河馬」
- 『中島敦全集1』（ちくま文庫、1993年1月）
  - カバー装画：土方久功「島の伊達少年」
  - 解説：酒見賢一「“文学”から自由な作家」。解題：勝又浩
  - 収録作品：「古譚（「狐憑」「木乃伊」「山月記」「文字禍」）」「斗南先生」「虎狩」「光と風と夢」
【習作】「下田の女」「ある生活」「喧嘩」「蕨・竹・老人」「巡査の居る風景」「Ｄ市七月叙景(一)」
【歌稿 その他】「和歌でない歌」「河馬」「Miscellany」「霧・ワルツ・ぎんがみ」「Mes Virtuoses (My Virtuosi)」「朱塔」「小笠原紀行」「漢詩」「訳詩」
- 『中島敦 1909-1942 ちくま日本文学 012』（ちくま文庫、2008年3月）
  - 解説：池澤夏樹「知性と南風」
  - 収録作品：「名人伝」「山月記」「弟子」「李陵」「狐憑」「木乃伊」「文字禍」「幸福」「夫婦」「鶏」「マリヤン」「盈虚」「牛人」「巡査の居る風景」「かめれおん日記」「悟浄出世」「悟浄歎異」「和歌でない歌」「河馬」